# 主動雷達導引

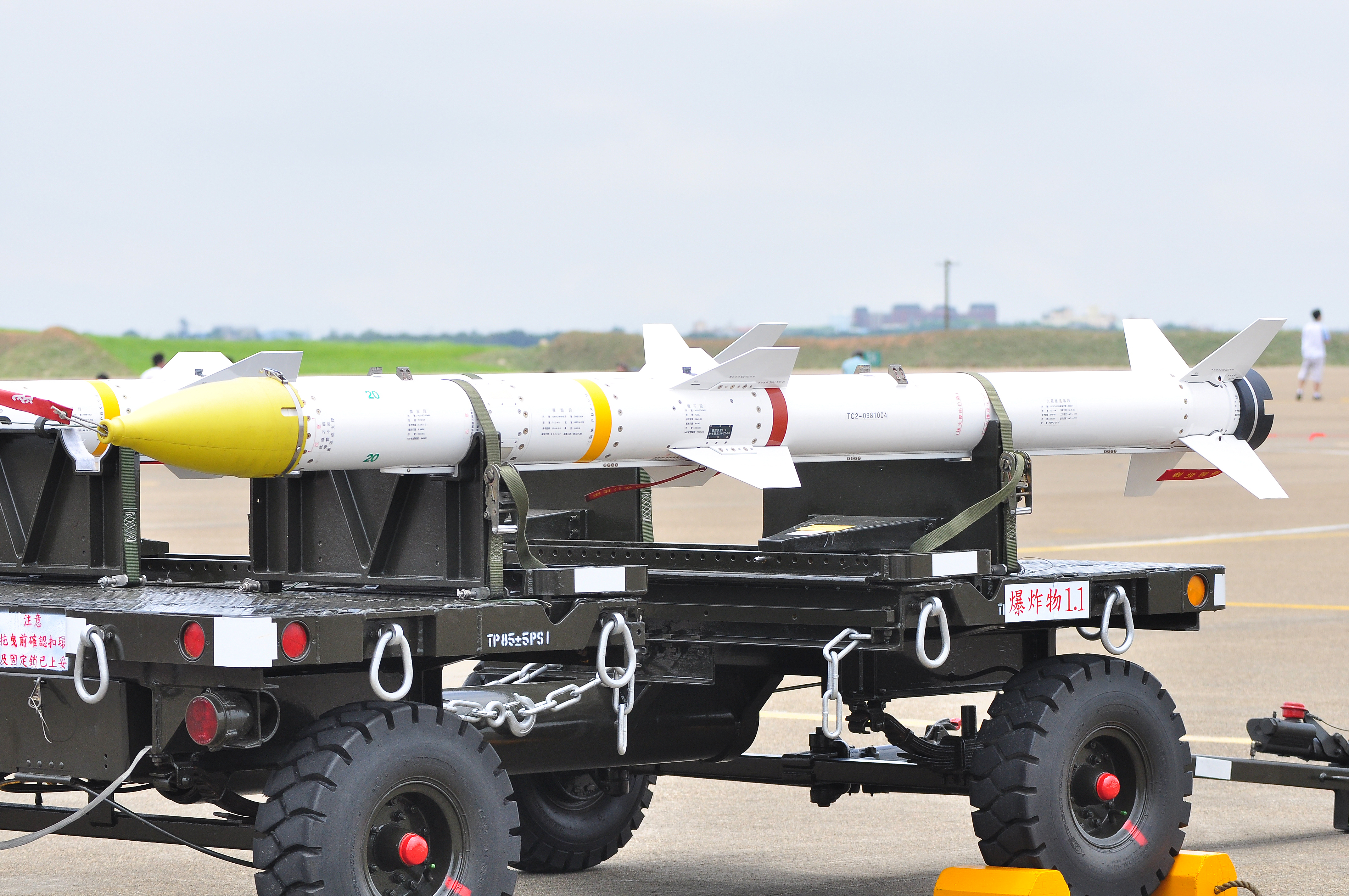
主動雷達導引的中華民國天劍二型飛彈

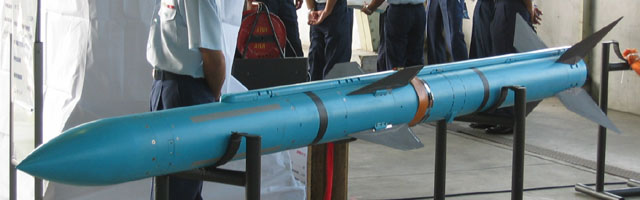
主動雷達導引的日本99式空對空飛彈

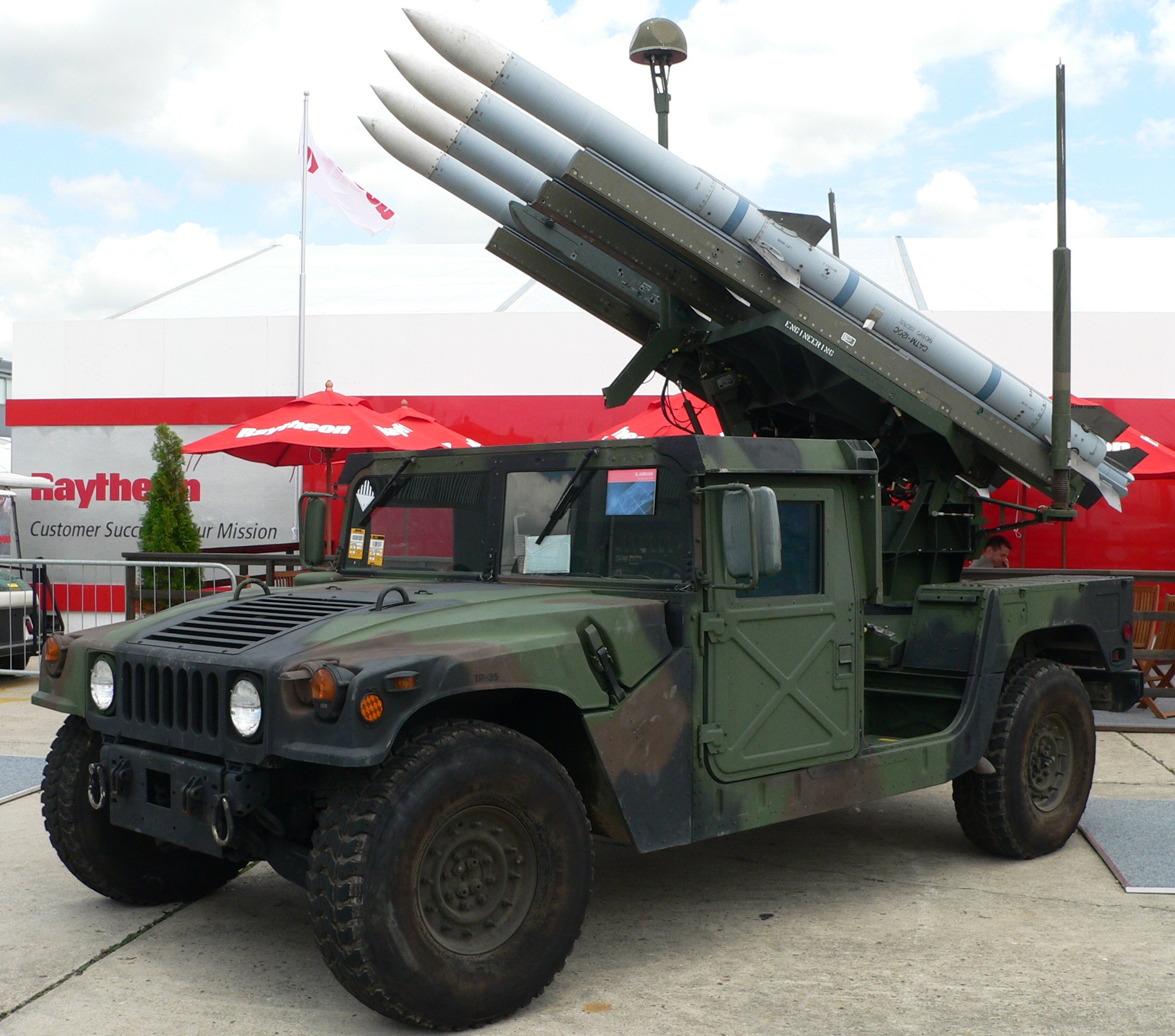
車載版防空美國AIM-120先進中程空對空飛彈

主動雷達導引（英語：Active radar homing）是飛彈利用雷達訊號作為歸向（Homing）訊號來源的一種導引方式，也是目前雷達導引飛彈發展的主流項目。雖然空對空飛彈在1990年代才普遍進入這個領域，反艦飛彈很早就已經是以主動雷達導引為主流。

## 基本概念
主動雷達導引與半主動雷達導引的基本概念很接近，兩者都是利用目標反射回來的雷達波訊號作為導引的依據。兩者之間最大不同點在於半主動雷達導引的雷達訊號是由發射飛彈的載具，譬如飛機或者是船艦，負責提供訊號。主動雷達導引則是由飛彈本身攜帶發射訊號的雷達，不需要依靠其他的載具協助。
主動雷達導引在鼻端裝有一具縮小的雷達與天線，由於是裝在彈體內，天線的尺寸和發射功率的限制，這種雷達有效追蹤距離不高，目前公開資料顯示多半在20公里左右。主動雷達導引飛彈在發射前會由發射的載具設定雷達開啟的時間，如果是發射的同時雷達就已經開啟，那麼飛彈就可以利用自己的雷達訊號去追擊目標，達到射後不理的目的。
如果目標距離較遠，飛彈會飛行一段距離之後才將雷達打開，在導引至發現目標之後，繼續以自己發射的雷達訊號攻擊目標。

## 優點
除了享有半主動雷達導引的優點之外，主動雷達導引的最大優點就是讓發射載具擺脫半主動雷達導引必須提供訊號的缺點，在同一時間內可以接戰的目標數目增加，或者是發射載具可以展開迴避的動作。
此外，飛彈在飛行的過程當中不需要依賴外界的導引訊號，因此飛彈非直線的航行方式，以最有效的路線運用能量，達到更遠的射程或者是在撞擊目標前有更高的運動性。

## 缺點
主動雷達導引的缺點包括系統遠比半主動雷達導引複雜，尤其是在飛彈攜帶的雷達與天線方面，設計與製造的難度較高，同時也讓購買成本比半主動雷達導引飛彈要高。

## 飛彈系統

### 空對空飛彈
- AIM-54
- AIM-120
- AIM-260聯合先進戰術飛彈
- 中華民國天劍二型飛彈
- AA-12
- 雲母飛彈
- AAM-4（亦稱99式空對空飛彈）
- 霹靂-12飛彈
- 霹靂-15飛彈
- 流星飛彈

### 反艦飛彈
- AGM-84 魚叉
- ASM-1
- 飛魚
- SS-N-2 冥河
- SS-N-3
- SS-N-9
- SS-N-12
- SS-N-19
- SS-N-22
- SS-N-25弹簧刀导弹
- AS-4
- AS-6
- AS-16
- AS-17
- 3M-54
- 奧圖馬
- Marte
- RBS 15
- Kormoran
- ASM-1
- HY-1
- HY-2
- C-701
- C-801
- 鷹擊12反艦飛彈
- 鷹擊18反艦飛彈
- 雄風二型反艦飛彈
- 雄風三型反艦飛彈

### 面對空飛彈
- 中華民國天弓二型防空飛彈
- 中華民國天弓三型防空飛彈
- 美国爱国者导弹PAC-3
- 美国戰區高空防御飛彈(THAAD)
- 美国RIM-162 Block 2 飛彈
- 美國RIM-174 標準六型飛彈
- 俄罗斯S-400系列
- 中華人民共和國红旗-9中远程防空导弹
- 中華人民共和國紅旗-16中程防空飛彈
- 以色列閃電-8飛彈